# Lake Charles, Nova Scotia
Lake Charles är en sjö i Kanada.   Den ligger i provinsen Nova Scotia, i den sydöstra delen av landet, 1 000 km öster om huvudstaden Ottawa. Lake Charles ligger 27 meter över havet. Arean är 1,5 kvadratkilometer. Den sträcker sig 3,4 kilometer i nord-sydlig riktning, och 1,0 kilometer i öst-västlig riktning.
Runt Lake Charles är det i huvudsak tätbebyggt. Runt Lake Charles är det ganska tätbefolkat, med 214 invånare per kvadratkilometer.